# 亞瓦爾科查山 (皮爾皮查卡區)
13°14′21″S 74°47′58″W / 13.23917°S 74.79944°W
亞瓦爾科查山（Yawarqucha），是秘魯的山峰，位於該國中部萬卡韋利卡大區，由瓦伊塔拉省的皮爾皮查卡區負責管轄，屬於安地斯山脈的一部分，海拔高度5,035米。